# Catedral de Nuestra Señora de la Asunción (Los Cayos)
La Catedral de Nuestra Señora de la Asunción o simplemente Catedral de Los Cayos (en francés: Cathédrale Notre-Dame de l’Assomption) es el nombre que recibe un edificio religioso de la Iglesia Católica que se encuentra ubicado en la localidad de Los Cayos (Les Cayes) en el Departamento del Sur, al suroeste de la Isla La Española y al oeste del país caribeño de Haití.
Su historia se remonta a 1722 cuando los fieles católicos decidieron construir una iglesia y una rectoría que fue terminada en 1726. El templo sigue el rito latino o romano y es la iglesia matriz de la diócesis de Los Cayos (Dioecesis Caiesensis) creada en 1861 mediante la bula "Christianae religionis" del papa Pío IX.
Está bajo la responsabilidad pastoral del cardenal Chibly Langlois.